# Bohuslav Fuchs

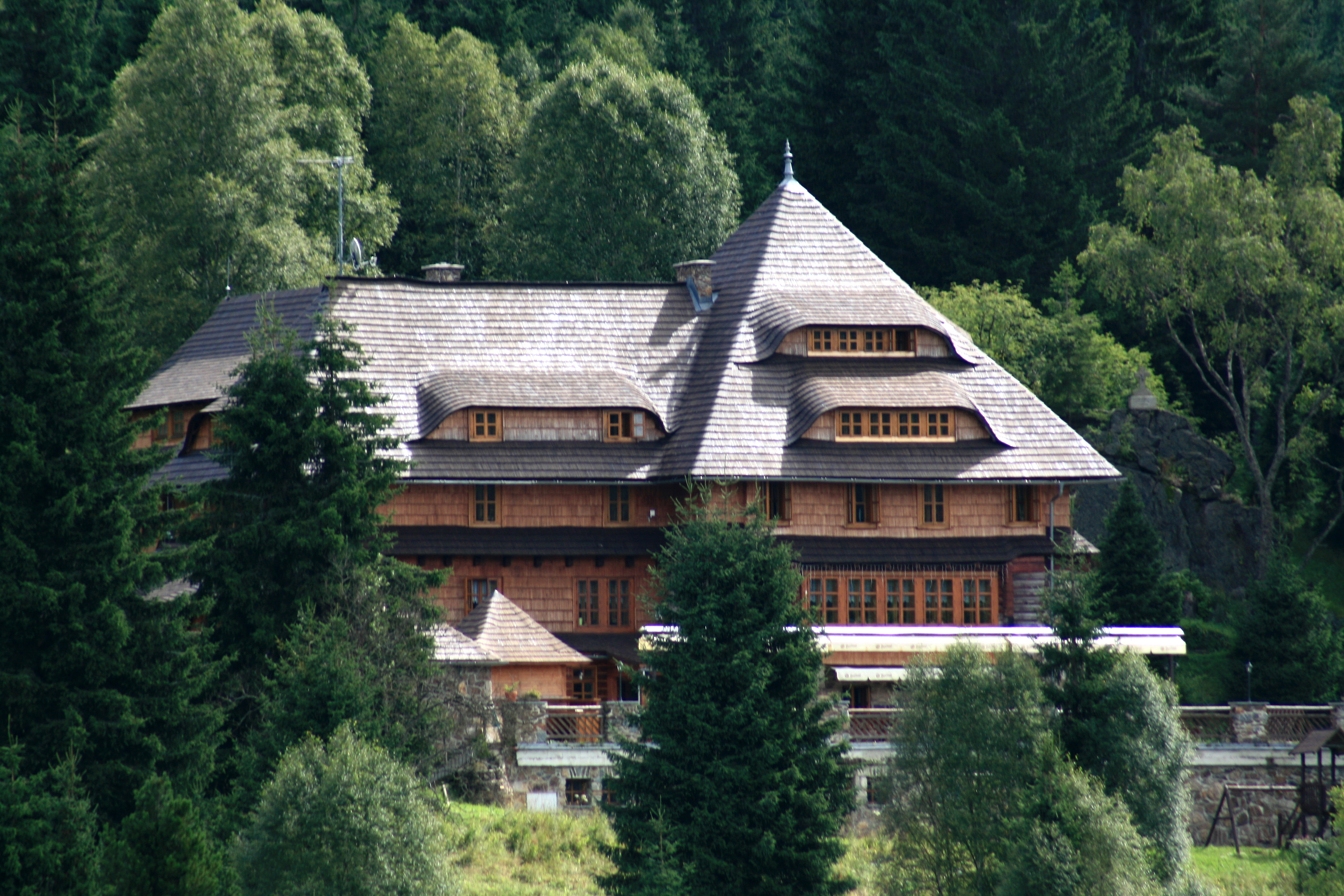
Hotel Klostermannova Chata

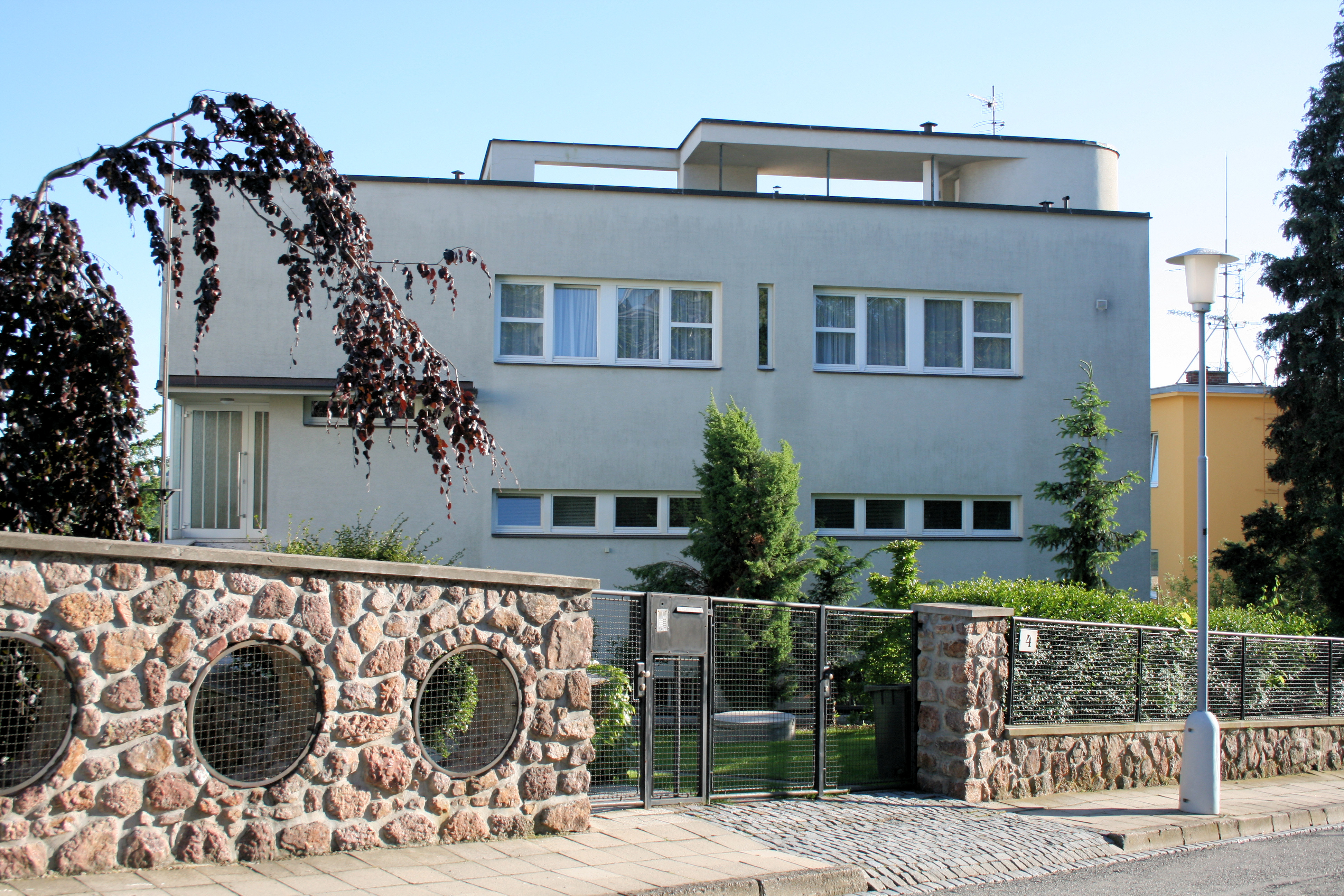
"Villa Petrák" w Brnie

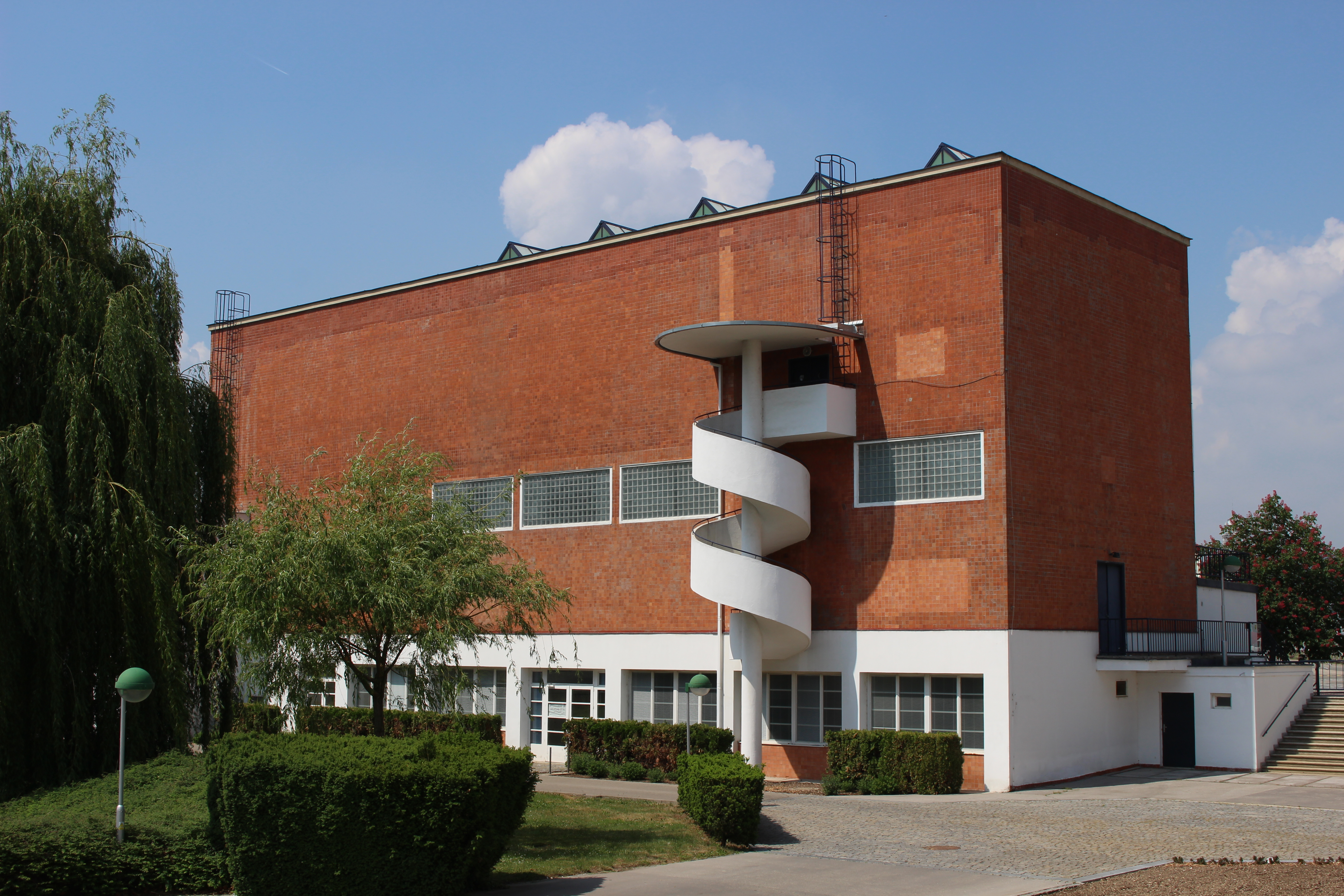
Pawilon miasta Brna na terenach targowych

Bohuslav Fuchs (ur. 24 marca 1895 we Všechovicach, zm. 18 września 1972 w Brnie) – czeski architekt, przedstawiciel modernizmu.
Fuchs, pochodzący z rodziny kupieckiej, studiował w latach 1916–1919 architekturę w Akademii Sztuk Pięknych w Pradze, m.in. u Jana Kotěry, u którego po ukończeniu studiów pracował przez dwa lata. Na początku lat 20. znajdował się pod silnym wpływem rondokubizmu - lokalnego czesko-słowackiego stylu architektonicznego. Prowadził przez dwa lata w Pradze wspólne biuro z Josefem Stepánkiem. W 1923 Fuchs osiedlił się w Brnie i założył własne biuro, a w latach 1925–1929 pełnił funkcję architekta miejskiego. Początkowo jego architektura nawiązywała do uproszczonego klasycyzmu, lecz w 1925 nastąpił gwałtowny zwrot w kierunku funkcjonalizmu wyzwolonego z tradycyjnych zasad formalnych. W niektórych budynkach Fuchsa można zaobserwować cechy ekspresjonistyczne. W 1928 Fuchs wziął udział w wystawie architektonicznej Novy dům, zaprojektował kilka budynków terenów targowych w Brnie a także wzniósł dom własny. W latach 20. i 30. wzniósł kilkadziesiąt nowoczesnych budynków różnego typu - od domów jednorodzinnych, poprzez pawilon restauracji i akademiki do banków. W 1935 był czeskim delegatem w CIAM.
Po zajęciu Czechosłowacji przez hitlerowskie Niemcy Fuchs otrzymywał niewiele zleceń. Po wojnie poświęcił się głównie projektowaniu urbanistycznemu, współpracując z synem Kamilem. W 1945 rozpoczął pracę na Akademii Technicznej w Brnie, w 1947 został profesorem urbanistyki, a w 1958 przeszedł na emeryturę. W 1969 Fuchs został ciężko ranny w wypadku samochodowym i nie wrócił już do pełnego zdrowia.

## Główne dzieła
- kaplica cmentarna w Brnie, 1925-1927
- hotel Avion w Brnie, 1927-1928
- pawilon miasta Brna na terenach targowych, 1928
- męski dom studencki im. Tomaša Masaryka w Brnie, 1929-1930
- Bank Morawski w Brnie, 1928-1931
- szkoła i internat dla dziewcząt w Brnie, 1931 (z Josefem Poláškiem)
- dom wczasowy „Morava” w Tatrzańskiej Łomnicy, 1930–1931
- hotel Vlčina w Franštácie, 1940-1946
- projekt odbudowy Jihlavy, 1946
- dworzec autobusowy w Brnie, 1948-1949
- projekty rozbudowy Nitry, 1952-1954